# Отруєння на копальні Асіо
Отруєння на копальні Асіо (яп. 足尾銅山鉱毒事件, あしおどうざんこうどくじけん, асіо додзан кодоку дзікен) — інцидент із забрудненням навколишнього середовища, що відбувся 1892 року в Японії часів реставрації Мейдзі. Полягав у викиді стічних вод копальнею Асіо у річку Ватарасе, що спричинило отруєння басейну річки та навколишніх сільськогосподарських угідь. Місцеве населення тричі зверталося до уряду з проханням змусити управлінців копальні припинити викиди, а депутат Парламенту Танака Сьодзо безпосередньо подав скаргу Імператору на керівництво копальні. Попри це японський уряд став на бік промисловців і подавив невдоволених репресіями. Інцидент з копальнею Асіо став висхідною точкою в історії японського руху за збереження довкілля.